# Убивці (фільм)
Вбивці (англ. Assassins) — трилер 1995 року.

## Сюжет
Професійний найманий вбивця Роберт Рет збирається відійти від справ. Він погоджується виконати останнє замовлення: вбити боса мафії Алана Бранча. Роберт починає готуватися до операції, як несподівано виявляє, що у нього є конкурент, молодий найманий вбивця Мігель Бейн, який вкрав у нього контракт на вбивство Бранча. Роберт невдовзі отримує ще одне завдання: вбити жінку на ім'я Електра, яка є експерткою зі спостереження і збору інформації та одержала диск із записом незаконної угоди за участю голландських бандитів. Але і тут Бейн випереджає Роберта, убиваючи чотирьох покупців-голландців. Тоді Роберт вирішує поміняти правила гри, і його мішенню стає сам Бейн, а Електра — союзницею.

## У ролях
- Сильвестр Сталлоне — Роберт Рет
- Антоніо Бандерас — Мігель Бейн
- Джуліанна Мур — Електра
- Анатолій Давидов — Микола Ташлінков
- Мьюз Вотсон — Кітчем
- Стів Каган — Алан Бранч
- Келлі Роуен — Дженніфер, сусідка Електри
- Рід Даймонд — Боб
- Кай Вулфф — Ремі